# Anthurium fontellanum
Anthurium fontellanum är en kallaväxtart som beskrevs av Marcus A. Nadruz och Lúcio de Souza Leoni. Anthurium fontellanum ingår i släktet Anthurium och familjen kallaväxter. Inga underarter finns listade.